# Jamides cunilda
Jamides cunilda is een vlinder uit de familie van de Lycaenidae. De wetenschappelijke naam van de soort is voor het eerst gepubliceerd in 1896 door Pieter Snellen.
De soort komt voor in Myanmar, Indonesië (Java) en het noorden van Borneo.